# Odmiana herbowa
Odmiana herbowa – herb różniący się od jego podstawowej wersji.
Odmiany herbowe są charakterystyczne dla heraldyki polskiej, ponieważ w heraldyce innych krajów europejskich, herb jest najczęściej z założenia indywidualizowany dla każdej rodziny, gałęzi rodziny lub nawet poszczególnych jej członków.
W Polsce jednym, niezmienianym herbem mogą posługiwać się liczne, nawet niespokrewnione rodziny. Dlatego powstawanie herbów w wersjach różniących się od podstawowej jest traktowane jako ewenement, i nazywane odmianami herbowymi.
Przyczyny powstawania odmian herbowych są różne:
- Prawdopodobnie u zarania polskiej heraldyki były próby indywidualizowania herbów poszczególnych członków rodu, ślady tego przetrwały w postaci niektórych odmian herbowych,
- Udostojnienie herbu przy nadaniach tytułów arystokratycznych.
- Zmiany wprowadzane w herbie nobilitowanego w przypadku adopcji herbowych.
- Błędy autorów dawnych herbarzy, uprawomocniane często przez urzędy heroldii.
- Błędne opisywanie herbów przy legitymacji szlachectwa w heroldiach państw zaborczych przez część szlachty, zwłaszcza szaraczkowej.
- Niekiedy jako odmiany polskich herbów traktowane są herby pochodzenia obcego, m.in. szlachty indygenowanej w Polsce, w większym lub mniejszym stopniu przypominające stare, rdzennie polskie herby.

Odmiany herbów są oznaczane przez dodanie nazwiska rodu posługującego się odmianą (np. Sas Komarnickich), osobną nazwą własną (Wilczekosy) lub oznaczenia cyfrą, zwykle rzymską lub literą. Ponieważ autorzy różnych herbarzy stosowali często dowolnie oznaczenia cyframi odmian herbów, nie należy ich traktować jako wiążących i stale związanych z jedną odmianą. Jedynie w przypadku kilku najbardziej popularnych odmian (np herbu Prus) numeracja odmian może być traktowana jako ustalona i zwyczajowa.
Herby złożone przedstawiające na jednej tarczy herby przodków właściciela herbu nie są traktowane jako odmiany herbowe.

## Przykład - odmiany herbu Bełty

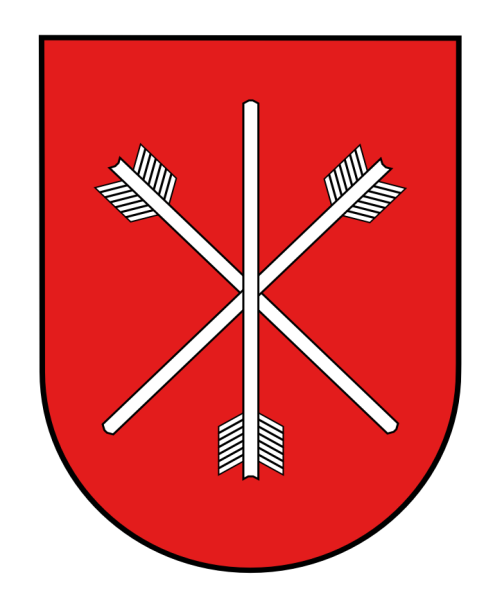
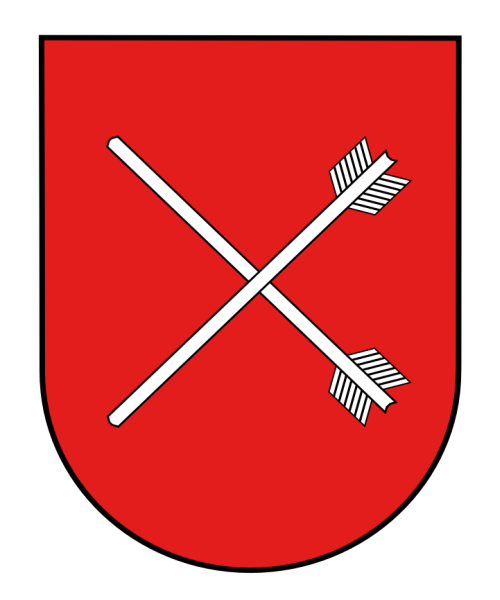
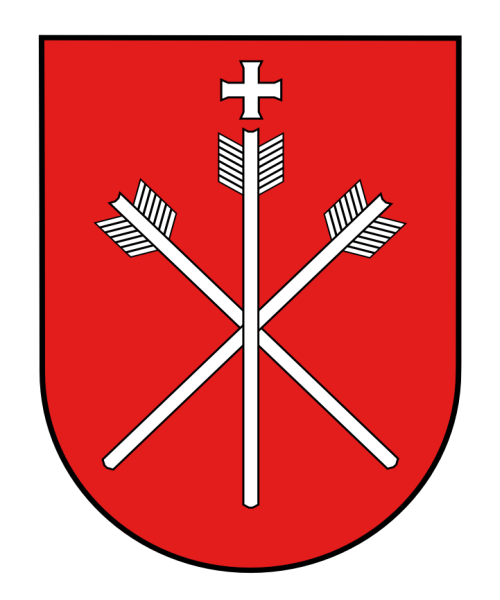